# Austin Cambridge
Voir Austin 10 pour la Cambridge de 1937 à 1947.
Voir Austin A40 pour les autres modèles A40.
L'Austin Cambridge (vendue comme A40, A50, A55 et A60) est une gamme d'automobiles produite par l'Austin Motor Company, en plusieurs générations, entre septembre 1954 et 1969 en tant que voitures et 1971, en tant que véhicule commercial léger. Elle a remplacé l'A40 Somerset et était entièrement nouvelle, moderne, de construction monocoque. Il y eut deux styles de carrosserie. L'A40, l'A50, et les premières A55 de forme traditionnelle arrondie précédèrent l'A55 Mark IIs et l'A60s stylisées par Pininfarina.
Notez que le dénominatif A40 fut ré-utilisé sur une plus petite voiture (l'Austin A40 Farina) entre 1958 et 1967, et que le nom Cambridge avait déjà été utilisé pour désigner l'un des styles de carrosserie d'avant-guerre de la gamme 10 hp.
Initialement, l'Austin Cambridge fut présentée en berline 4 places et quatre portes. Elle avait une carrosserie de conception moderne à ailes intégrées et une calandre pleine largeur. La suspension indépendante avant était mue par des ressorts hélicoïdaux et des triangles, mais un essieu à barre anti-roulis fut retenu à l'arrière.
Une camionnette dérivée fut introduite en novembre 1956, et un coupé utilitaire lancé en mai 1957 resta disponible jusqu'en 1974, soit 3 ans après la disparition des voitures sur lesquelles elles reposaient.

## A40 Cambridge

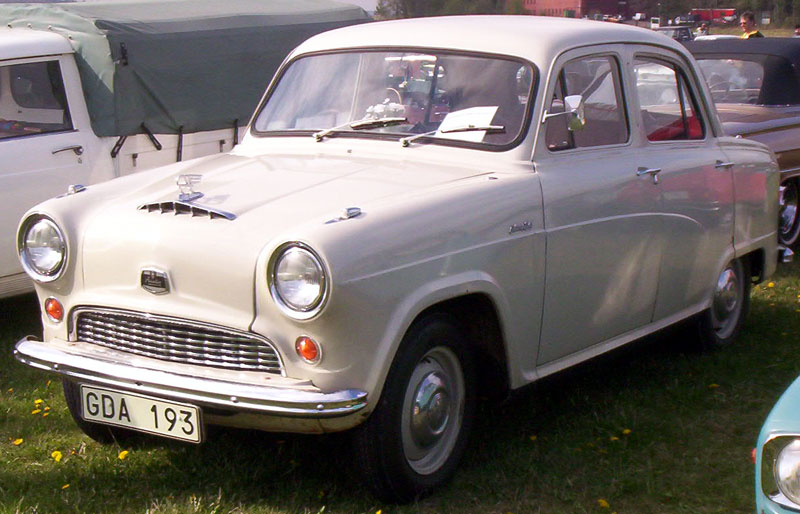
Austin A40 Cambridge de 1956

Un moteur culbuté Série-B de 1.2 litre basé sur celui utilisé par la précédente Austin Somerset (bien que ne partageant pas de pièces) anime la nouvelle Austin Cambridge, délivrant une puissance maximale de 42 ch. La puissance est transmise aux roues arrière par le une boîte quatre rapports, avec levier au volant.
L'A40 Cambridge devait être disponible en berlines 2 et 4 portes, mais la carrosserie deux portes n'atteignit jamais le stade de la production.
Seules environ 30 000 A40 Cambridge furent produites. Après l'abandon du modèle début 1957, la dénomination A40 fut réutilisée sur la plus petite A40 Farina, bien que celle-ci ne la remplace pas et n'ait aucun lien technique avec l'ancien modèle.

## A50 Cambridge
Également présentée en septembre 1954, et avec une carrosserie identique à celle de l'A40, l'A50 Cambridge utilise la nouvelle version 1,5 litre (1 489 cm3) du moteur Série-B, muni d'un seul carburateur Zenith et délivrant 50 ch. Elle se vendit bien mieux que le plus petit modèle et fut produite à 114 867 exemplaires jusqu'en 1957.

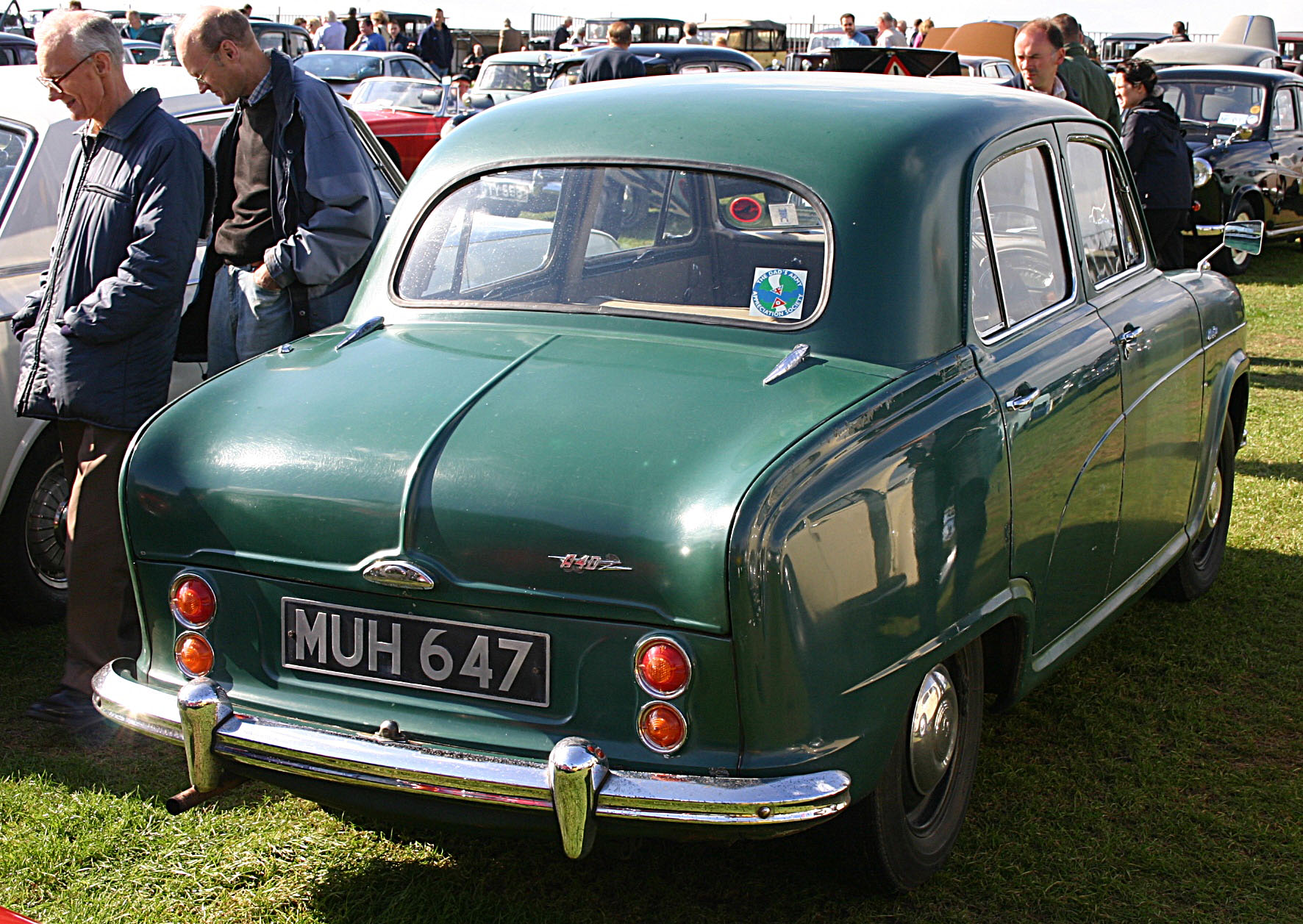
Austin A40 Cambridge, vue de l'arrière

La version de luxe avait un chauffage, des garnitures en cuir, des tapis en tissu et non en caoutchouc, des accoudoirs de portière, un klaxon deux tons, un pare-soleil côté passager et des chromes supplémentaires.
Les progrès techniques dans l'A50 Cambridge incluaient une option overdrive Borg-Warner pour les trois vitesses supérieures. Une transmission semi-automatique (sous la marque "manumatic" fonctionnant sans pédale d'embrayage) fut également proposée, mais elle était impopulaire auprès des acheteurs.
Un certain nombre de modifications ont été introduites en octobre 1956, y compris les plus petites roues de 330 mm et un taux de compression accru à 8,3.
Une version de luxe testée par The Motor en 1955 avait une vitesse de pointe de 118 km/h et peut accélérer de 0 à 97 km/h en 28,8 secondes. Une consommation de carburant de 10,1 L/100 km fut enregistrée. La voiture de l'essai coûtait 720 £, taxes comprises.
Une radio et une horloge étaient proposées en option.
Comme sa devancière, l'A40 Somerset, l'A50 Cambridge fut construite sous licence par Nissan. 20 855 véhicules furent produits au Japon, jusqu'en 1959.

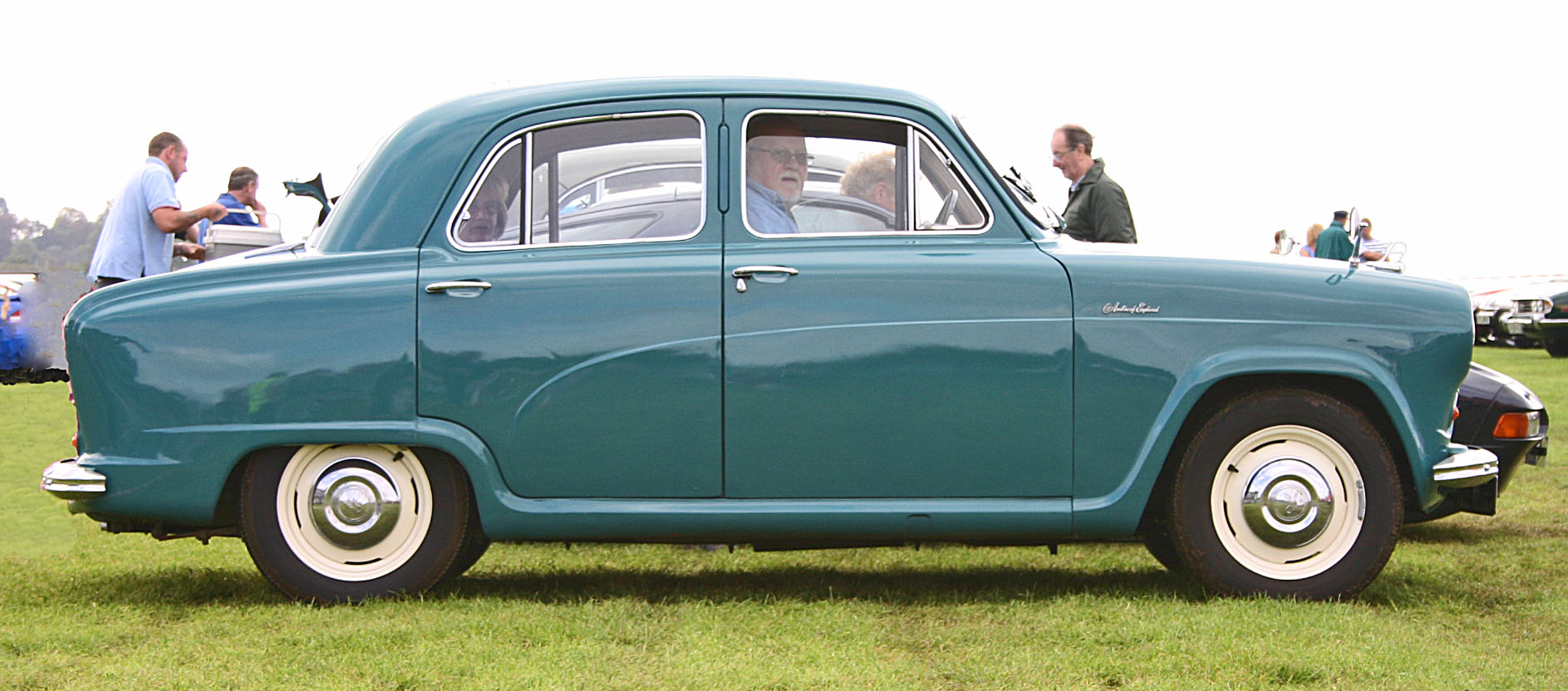
Austin A50 Cambridge, vue de côté

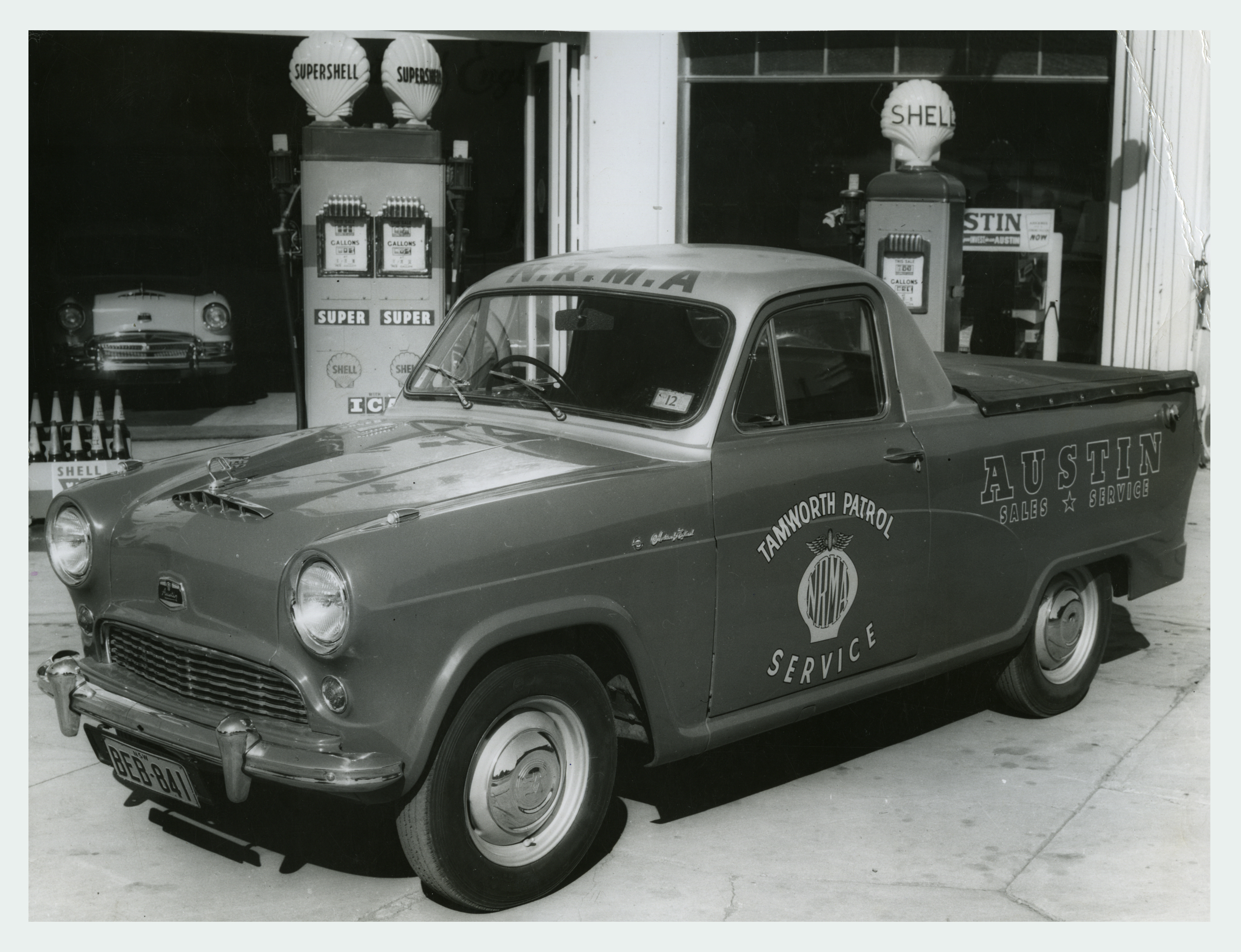
Austin A50 Coupé Utilitaire (Australie)

## A55 Cambridge
En janvier 1957, l'A55 Cambridge fut introduite pour remplacer l'A50. Elle utilisa le même moteur 1.5 litre Série B que son prédécesseur, mais avec un taux de compression plus élevé et une puissance de 51 ch (38 kW) à 4 250 tr/min.
La Cambridge fut un peu relookée et disposait d'un coffre plus grand et d'une fenêtre arrière beaucoup plus large. La voiture fut également abaissée par le montage de roues de 330 mm, plus petites que celles de l'A50, mais dans l'ensemble les rapports de boîte sont restés les mêmes en changeant le rapport de pont arrière. La peinture deux tons est en option.
154 000 exemplaires avaient été produits au remplacement par le nouveau modèle A55 Cambridge conçu par Pininfarina pour 1959.
Des versions camionnette et pick-up furent dérivées sur la base de l'A55 pré-"Farina" en 1957, et restèrent en production jusqu'en 1973. À partir de 1962, elles furent équipées du moteur de 1 622 cm3 et renommées A60, munies d'une large calandre jamais vue sur la voiture Cambridge et fut également vendue sous le nom Morris ¹⁄₂ tonne. Dans les dernières années, la camionnette et le pick-up furent vendus sous la marque « Morris », à la suite de la décision de retirer l'insigne Austin des véhicules commerciaux de la British Leyland.
Une A55 de luxe avec transmission manumatic fut testée par le magazine The Motor en 1957 et avait une vitesse de pointe de 124,1 km/h et put accélérer de 0 à  97 km/h en 27.0 secondes. Une consommation de carburant de 8,9 L/100 km fut enregistrée. La voiture de l'essai coûtait 870 £, taxes de 291 £ comprises.

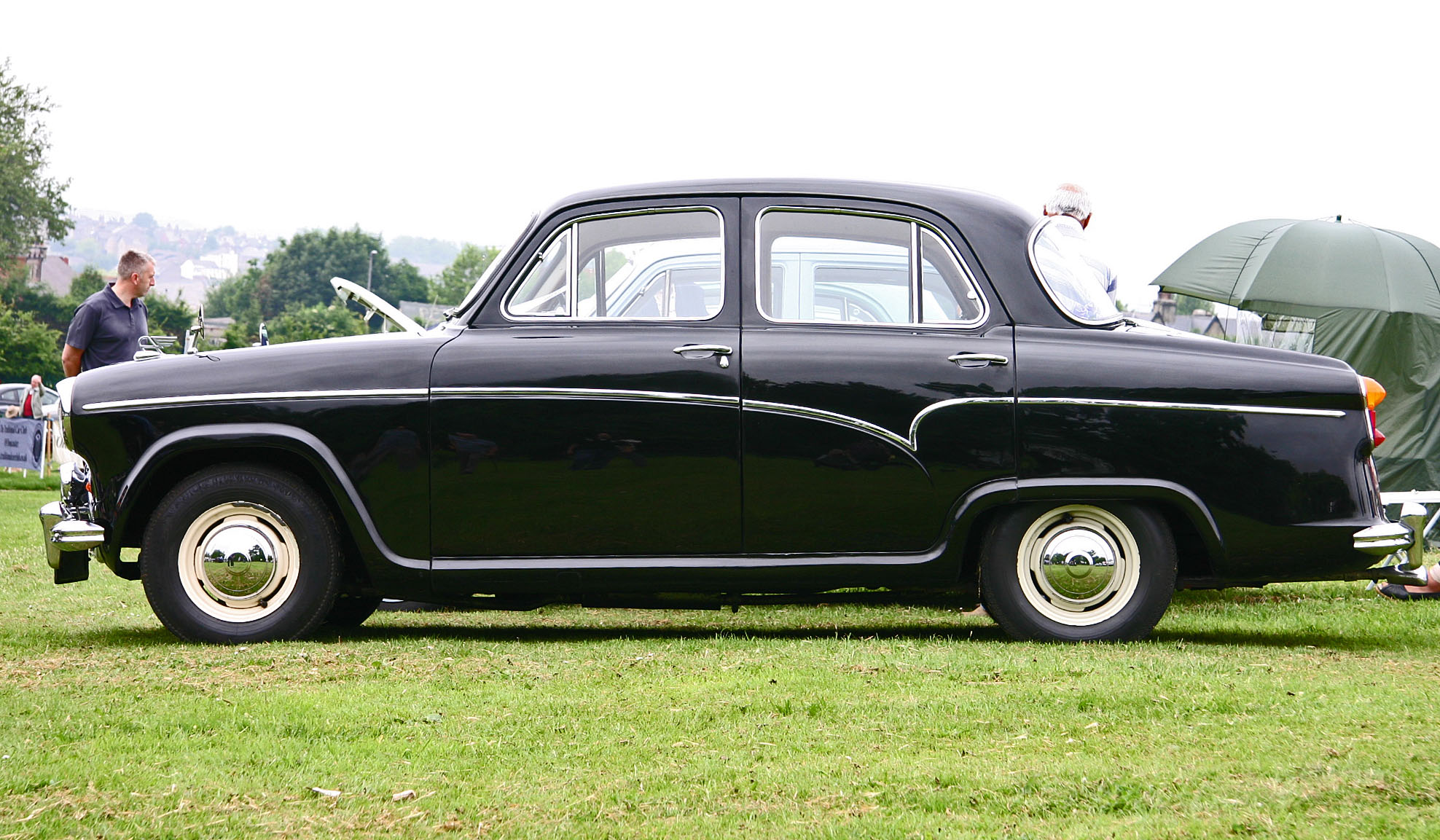
Austin A55 Cambridge de profil
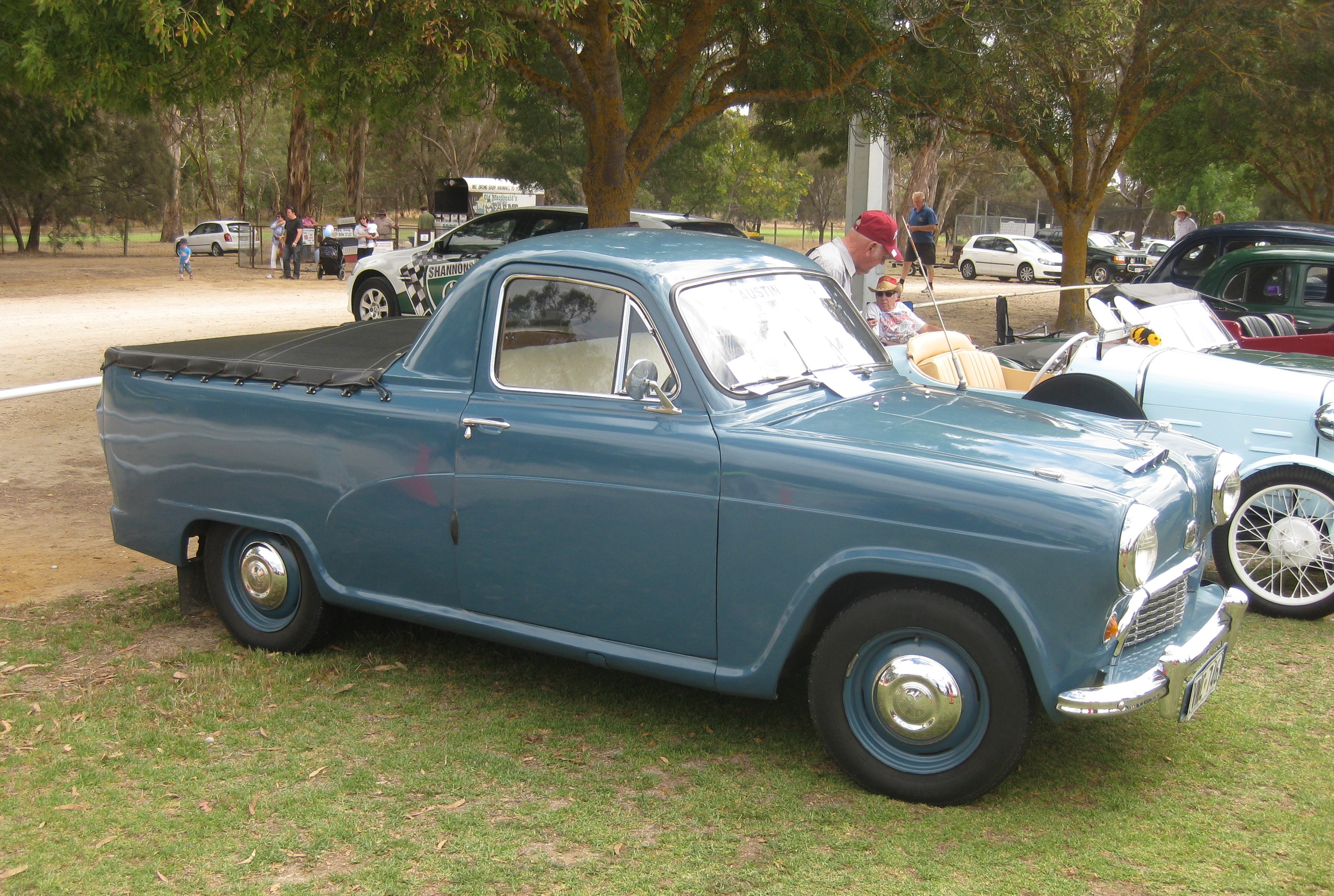
Austin A55 Coupé Utilitaire. La Pressed Metal Corporation of Sydney, en Australie conçut et assembla ce "coupé utilitaire", variante de l'Austin A55 Cambridge.
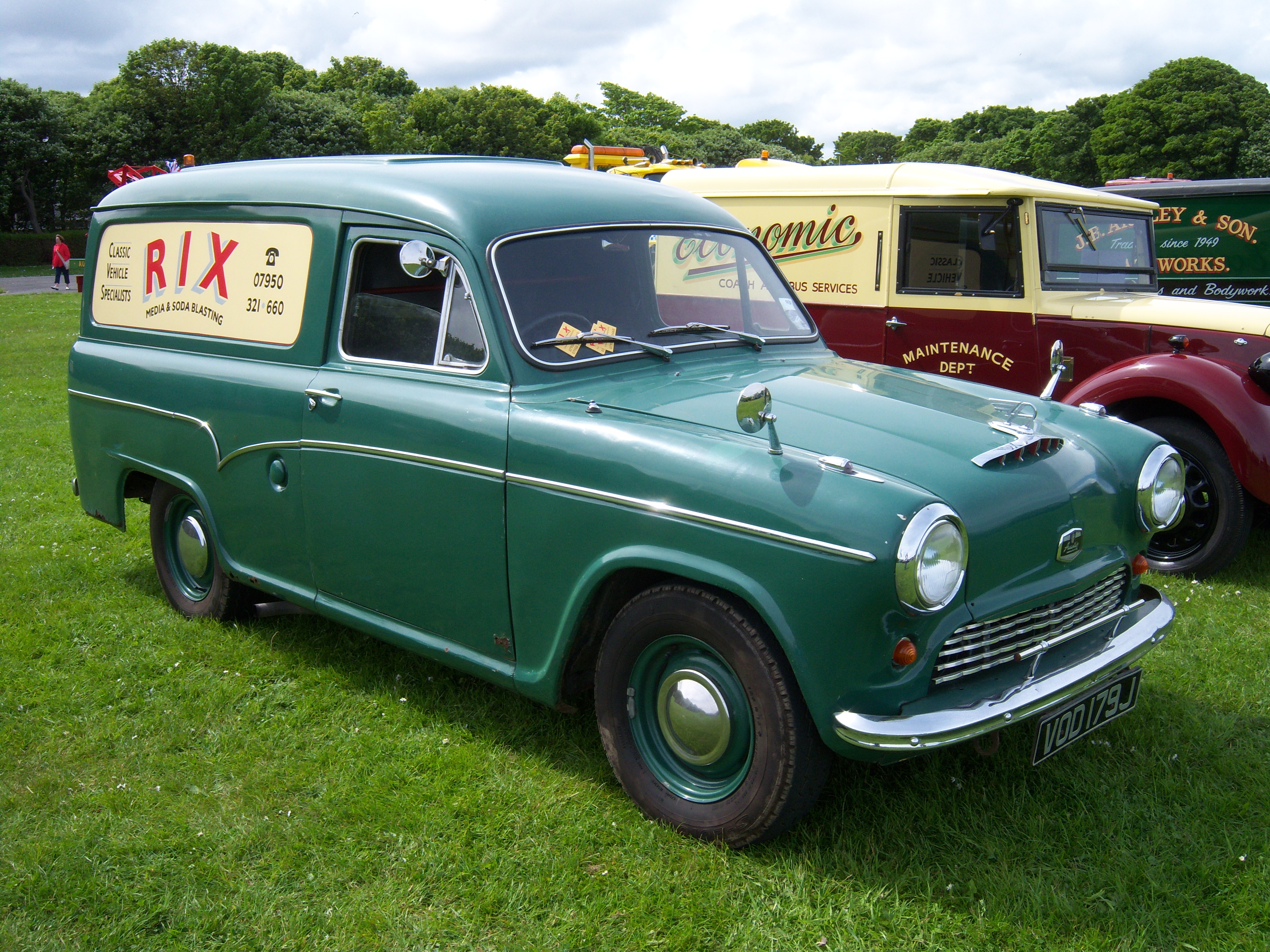
1971 Austin, camionnette Demi-Tonne
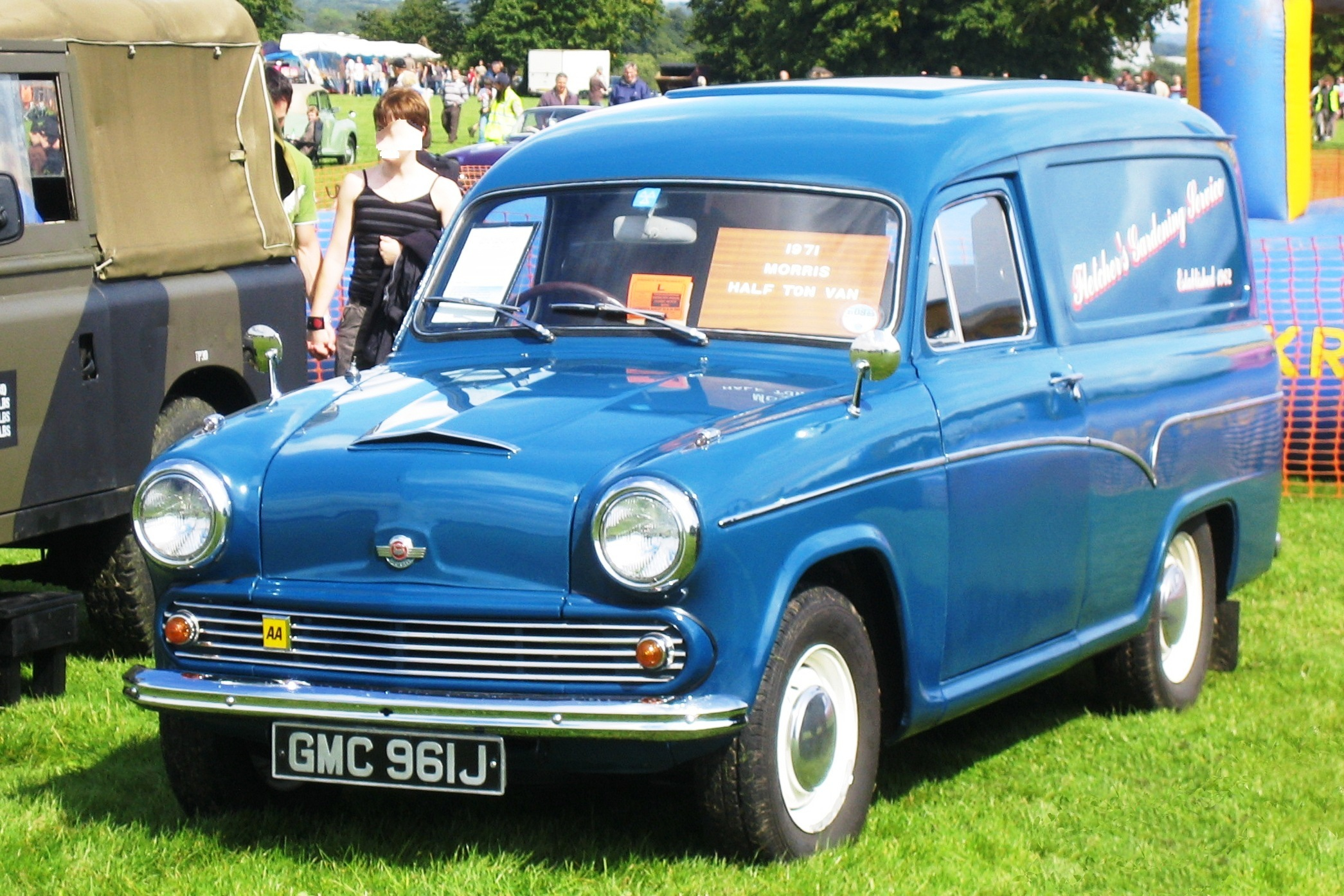
Morris, camionnette Demi-Tonne

## A55 Cambridge Mark II
L'A55 Cambridge Mark II, connue comme le premier modèle "Farina" en raison de son design Pininfarina, fut produite entre 1959 et 1961. C'était une version renommée de la Morris Oxford conservant le moteur d'1,5 litre de la Série B, maintenant avec carburateur SU, et délivrant 55 ch (41 kW) à 4 350 tr/min.
À L'intérieur on avait des sièges individuels rapprochés garnis de cuir à l'avant, permettant à un passager central de s'installer. Le changement de vitesse est sur la colonne de direction ou monté sur le plancher et le levier de frein à main entre le siège du conducteur et la porte. D'autres améliorations mises en évidence à l'époque furent un coffre à bagages agrandi, avec couvercle à contrepoids, et l'augmentation de la largeur aux coudes sur les sièges avant et arrière. Un chauffage pouvait être fourni en option.
Un break "Countryman" apparut dans les années 1960. Les breaks Austin Cambridge furent appelés "Countryman" tandis que les breaks Morris Oxford furent appelés "Travellers". Les breaks A55 Mark II et A60 étaient identiques à partir de l'arrière du pare-brise; les modèles tardifs ne reçurent jamais les ailes et feux arrière modifiés des berlines A60.
La conception de la voiture était classique avec des suspensions avant à roues indépendantes avec ressorts hélicoïdaux et un essieu rigide à l'arrière avec des ressorts à lames semi elliptiques. Le freinage se faisait par un système Girling de tambours de 9 pouces (229 mm).
149 994 furent construites en tout.
Une MkII A55 testée par le magazine The Motor en 1959 avait une vitesse de pointe de à 121,5 km/h et put accélérer de 0 à 97 km/h en 24,5 secondes. Une consommation de carburant de 9,1 L/100 km fut enregistrée. La voiture de l'essai coûtait 878 £, taxes de 293 £ comprises.

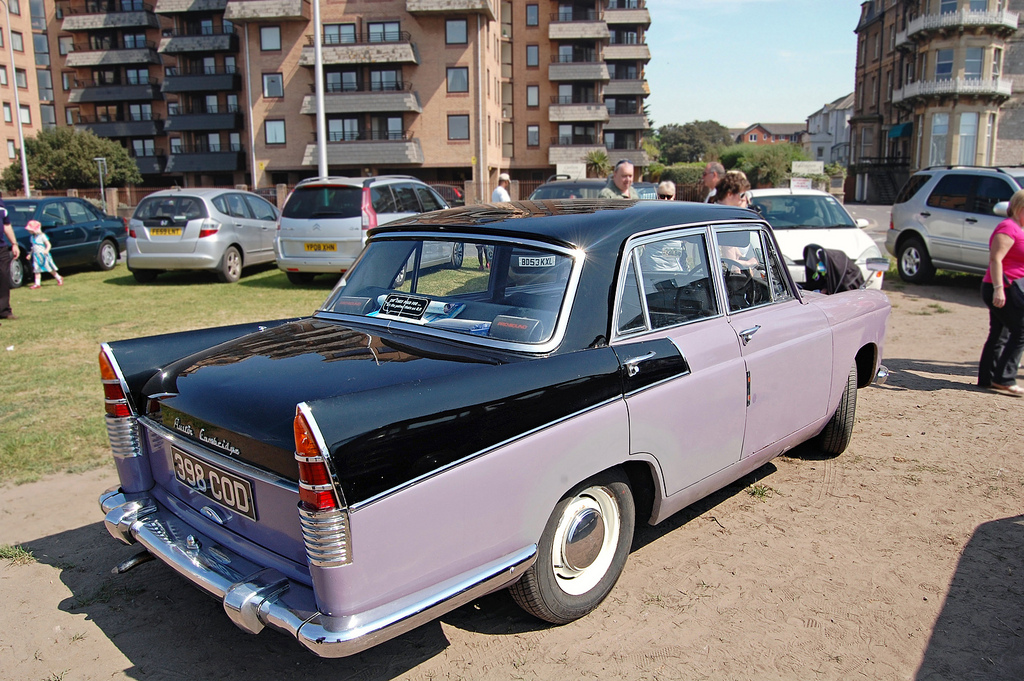
Berline Austin A55 Cambridge Mark II
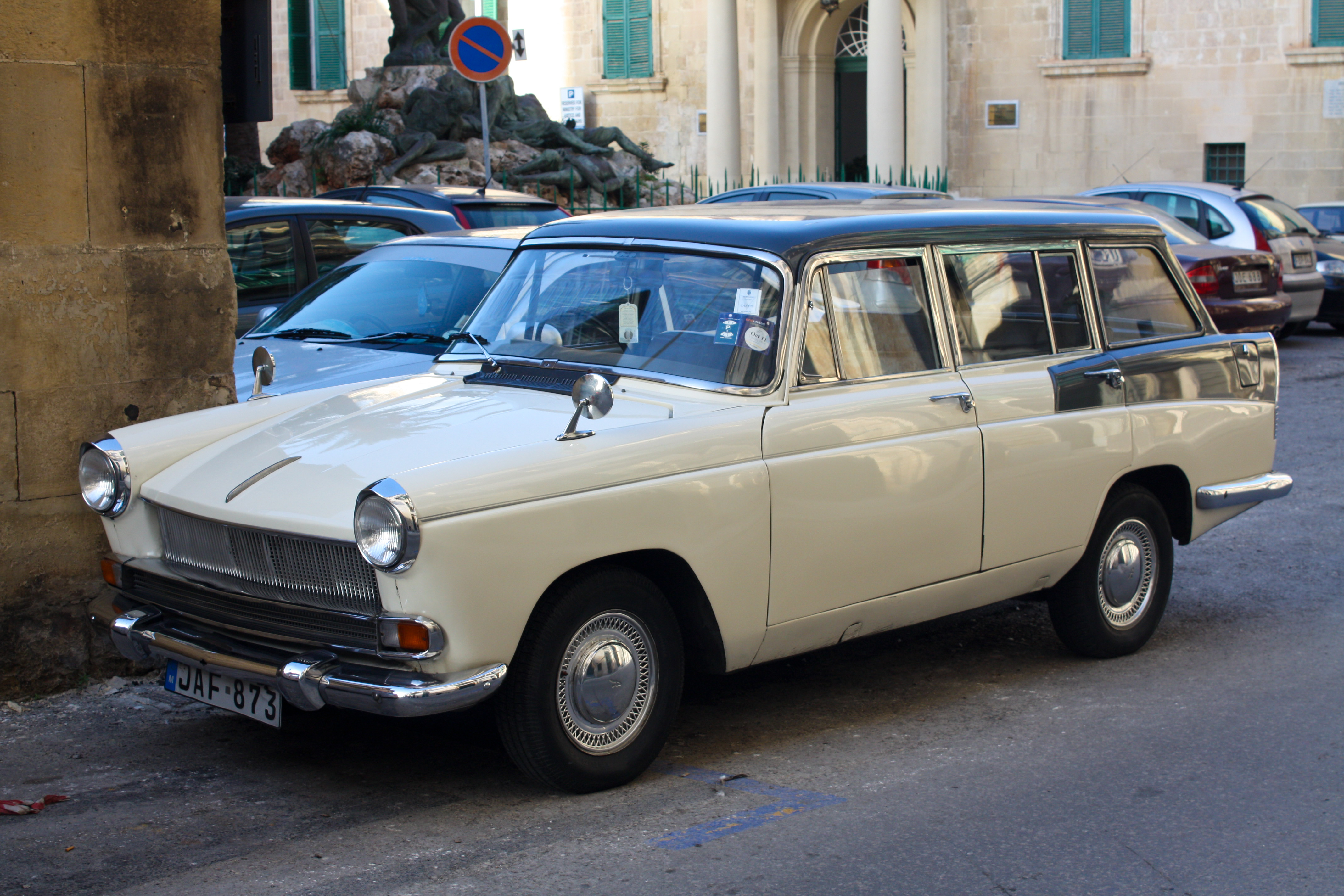
Break Austin A55 Cambridge Mark II Estate

Une camionnette dérivée fut introduite en novembre 1956, et un coupé utilitaire lancé en mai 1957 resta disponible jusqu'en 1974, soit 3 ans après la disparition des voitures sur lesquelles elles reposaient.

### La production australienne

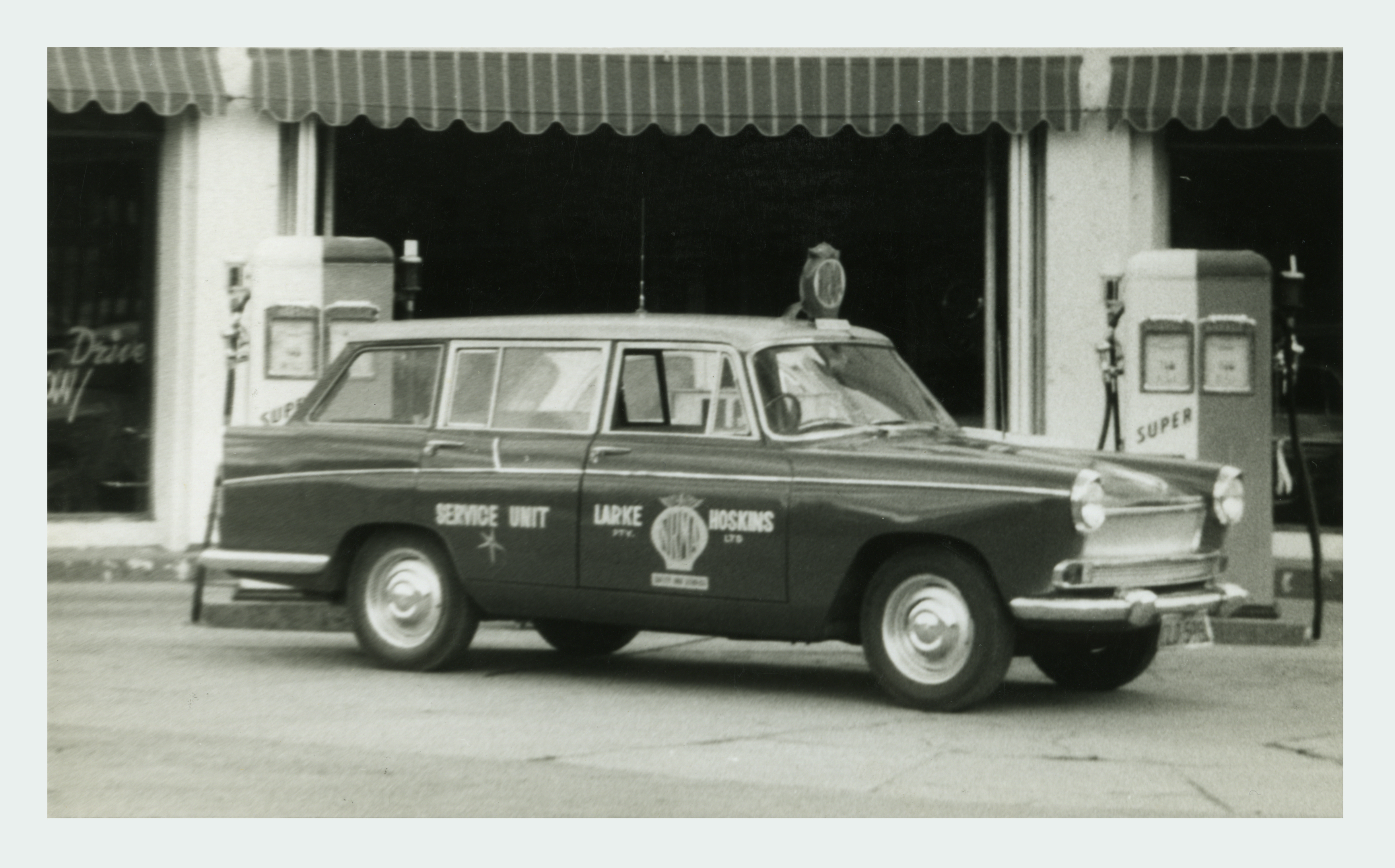
Break Australien Austin A60

L'A55 Mk II entra en production en Australie en 1959 avec une version de moteur Série "B" quatre cylindres de 1 622 cm3 comme les Austin A60. L'utilisation Australienne du moteur plus gros et du nom A60 a ainsi précédé l'usage Britannique de deux ans. L'A60 fut remplacée en 1962 par une version révisée du modèle propulsée par un moteur six-cylindres de 2 433 cm3 qui fut commercialisé comme Austin Freeway (en) et a été produit par BMC Australie (en) jusqu'en 1965.

### La version argentine
Après avoir fabriqué sous licence, à partir de 1954, la Siambretta, une gamme des cyclomoteurs et scooters italiens de la famille des Lambretta, au vu du succès rencontré par ces véhicules à 2 et 3 roues, Torcueta Di Tella, le patron de la société SIAM Di Tella a voulu se diversifier et a étendu son activité industrielle de base dans la métallurgie au secteur automobile. Une licence a été négociée avec British Motor Corporation. SIAM Di Tella crée alors en 1959 la société SIAM Di Tella Automotores SA. La voiture choisie pour démarrer la production locale fut l'Austin A-55 Mk2, baptiséeSIAM Di Tella 1500. L'usine Monte Chingolo à Buenos Aires est inaugurée le 15 mars 1960 et deux semaines plus tard, le 2 avril 1960, le premier exemplaire sortait de la chaîne de montage.
Au total, ce sont 61.477 exemplaires qui ont été produits entre 1960 et 1966, en versions berline, break et pick-up.

## A60 Cambridge
Une version diesel fut introduite en 1961 pour l'exportation et devint disponible au Royaume-Uni à partir de 1962. Les premiers modèles manuels eurent le changement de vitesse sur la colonne de direction. La boîte automatique BorgWarner à trois vitesses Type 35 est en option, la première voiture Britannique à être équipée de ce type, avec le sélecteur sur la colonne de direction.
Les progrès techniques dans l'A50 Cambridge incluaient une option overdrive Borg-Warner pour les trois vitesses supérieures. Une transmission semi-automatique (sous la marque "manumatic" fonctionnant sans pédale d'embrayage) fut également proposée, mais elle était impopulaire auprès des acheteurs.
Les berlines Austin A60 assemblées en Irlande par Brittain Smith of Portobello, Dublin 2 étaient identifiables par l'utilisation des feux arrière des Morris Oxford série VI. Les dernières furent produites dans les années 1970, et certaines n'ont été enregistrées qu'en 1971. L'A60 Cambridge a effectivement été remplacée par l'Austin Maxi à hayon en avril 1969, alors que l'Oxford a continué jusqu'au début 1971, quand elle fut remplacée par la Morris Marina.
La voiture fut populaire comme taxi au Royaume-Uni mais sa popularité fut encore plus impressionnante comme taxi à Hong Kong. En 1967 les versions Taxi de l'Austin A60 ont représenté près de 17 % des ventes de voitures, aidant BMC à atteindre un impressionnant total de 28 % de part de marché à Hong-Kong cette année-là.
Comme son prédécesseur l'A40 Somerset, l'A50 Cambridge fut construite sous licence par Nissan au Japon ; le montage se termina en 1959. Au total, 20 855 véhicules ont été produits sous licence Austin  par Nissan au Japon.

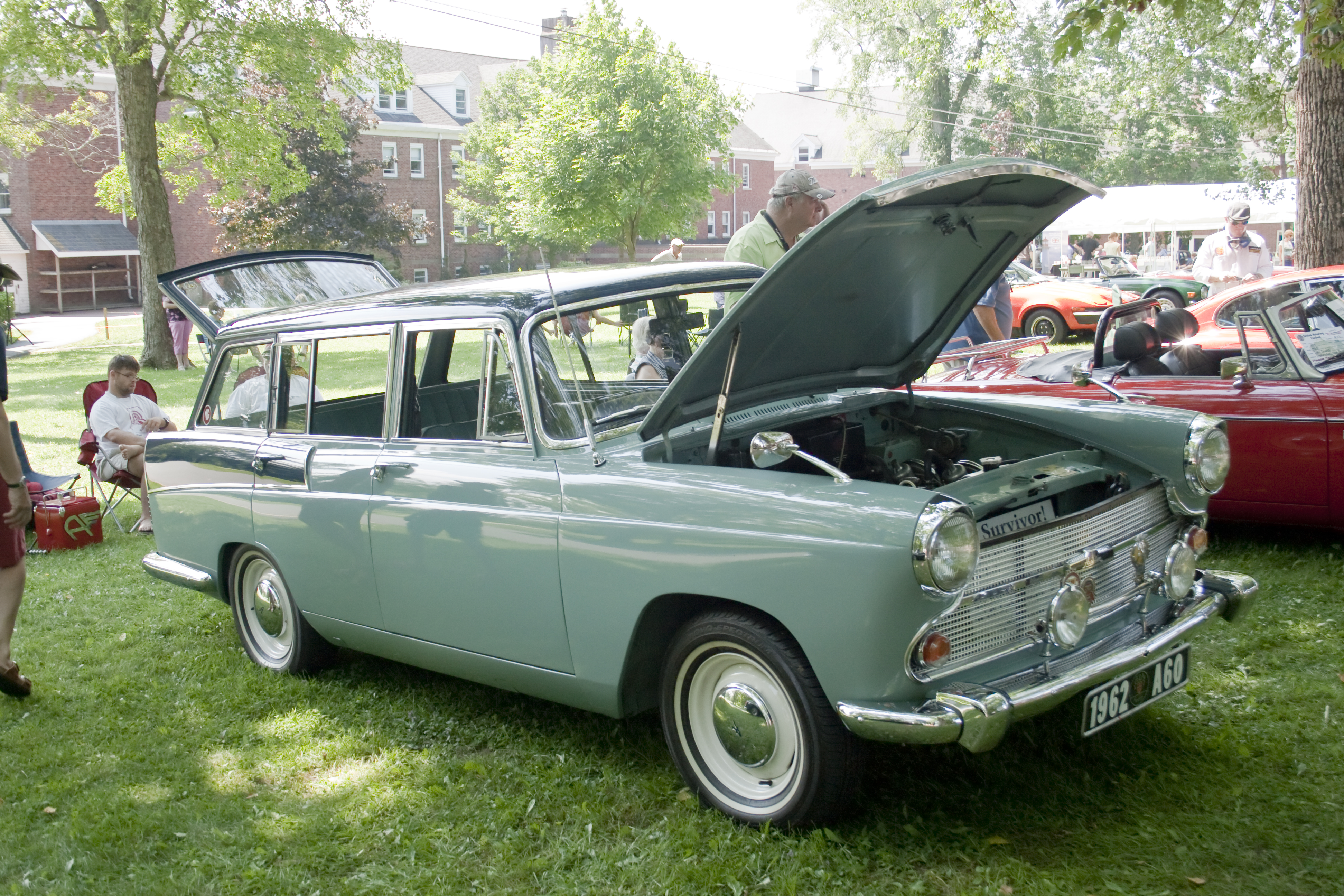
Break Austin A60 Cambridge Estate
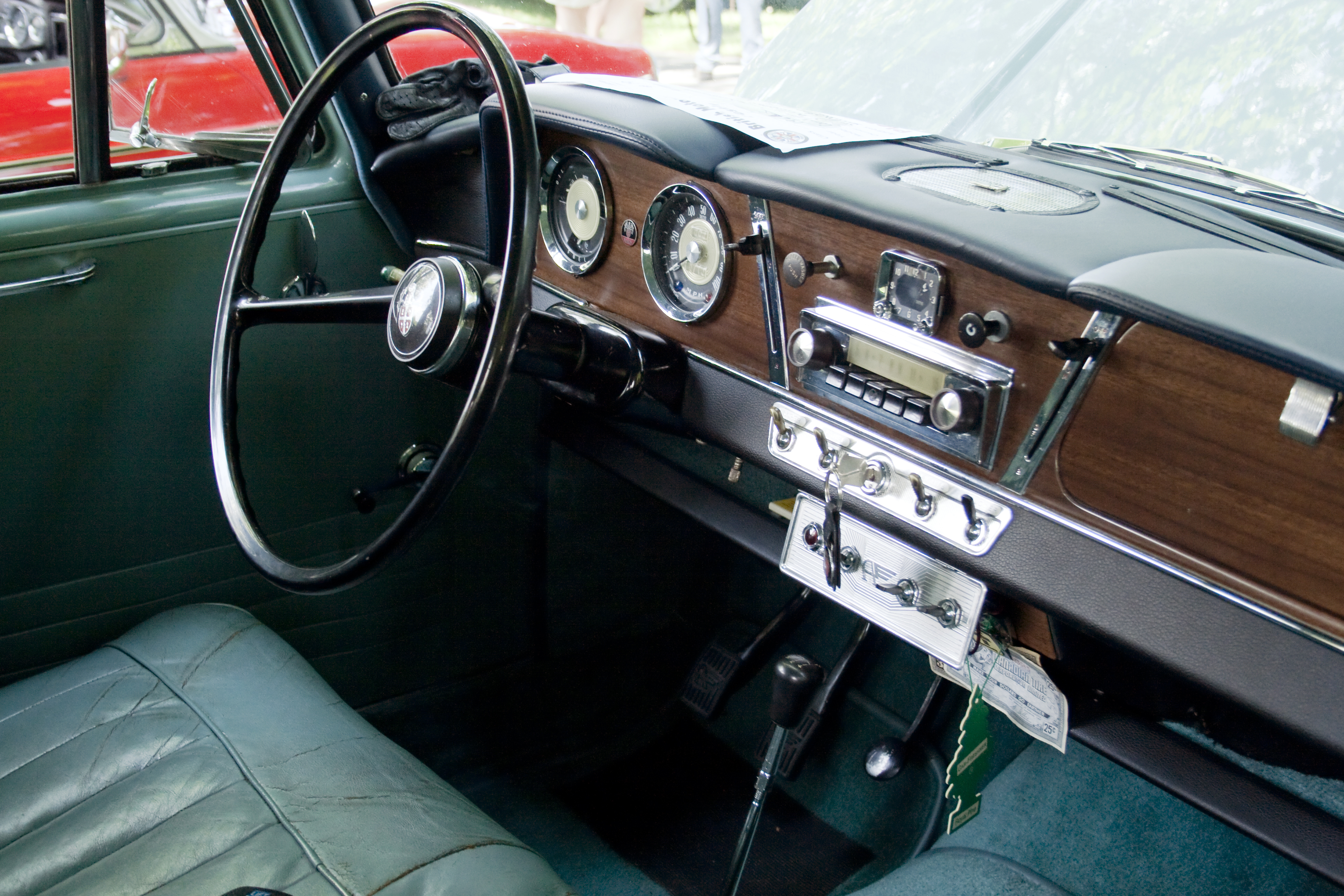
Intérieur du break Austin A60 Cambridge Estate

La Cambridge fut un peu relookée et disposait d'un coffre plus grand et d'une fenêtre arrière beaucoup plus large. La voiture fut également abaissée par le montage de roues de 13" (330 mm), plus petites que celles de l'A50, mais dans l'ensemble les rapports de boîte sont restés les mêmes en changeant le rapport de pont arrière. La peinture deux tons est en option.
154 000 exemplaires avaient été produits au remplacement par le nouveau modèle A55 Cambridge conçu par Pininfarina pour 1959.
Des versions camionnette et pick-up furent dérivées sur la base de l'A55 pré-"Farina" en 1957, et restèrent en production jusqu'en 1973. À partir de 1962, elles furent équipées du moteur de 1 622 cm3 et renommées A60, munies d'une large calandre jamais vue sur la voiture Cambridge et fut également vendue sous le nom Morris ¹⁄₂ tonne. Dans les dernières années, la camionnette et le pick-up furent vendus sous la marque « Morris », à la suite de la décision de retirer l'insigne Austin des véhicules commerciaux de la British Leyland.